# Bonós Llensa i Feliu
Bonós Llensa i Feliu (Blanes, 14 d'abril de 1821 - Barceloneta, Puerto Rico, 7 de febrer de 1891) fou un navilier i comerciant selvatà, establert a Puerto Rico, fundador i primer alcalde de la vila de Barceloneta. Allà sol ésser conegut per la forma espanyolitzada de Don Bonocio Llenza y Feliú.

## Rumb a les Antilles
Fill de Bonós Llensa i Collell i Caterina Feliu i Vilaseca. El seu pare era mestre d'aixa i, sens dubte, ell en degué aprendre l'ofici. A la vista de les oportunitats que oferien les Antilles, on ja hi havia família seva establerta a Cuba, com ara el seu germà gran Francesc, i a Puerto Rico, decidí embarcar el 1840 cap a aquesta darrera illa on s'establí a Manatí i inicià un pròsper negoci de comerç en el que arribà a tenir fins a quatre bergantins de quatre pals, amb els noms tan simbòlics de Pinta, Niña, Santa Maria i Joaquina, aquest darrer batejat amb el nom de la seva esposa i la seva filla. Dos d'ells feien ruta cap a Nova York i els altres dos cap a Barcelona i transportaven passatge i tota mena de gènere, sobretot sucre, rom, tabac i cafè.

## Fundació de Barceloneta
Les instal·lacions de càrrega i descàrrega dels vaixells foren construïdes en una zona a la desembocadura del riu Grande de Manatí, entre Manatí i Arecibo, que s'anà poblant i engrandint amb el temps. Va arribar el moment en què els habitants del lloc, liderats per Bonós Llensa i amb una comunitat catalana important, sol·licitaren la creació d'un municipi que volgueren anomenar Barceloneta. L'elecció del nom té evident relació amb Barcelona, amb la que estava comunicada per mar per la companyia de Llensa, però no és clar si es refereix al popular barri de la Barceloneta o la intenció inicial era anomenar-la directament Barcelona i el fet que el governador de l'illa en aquells moments fos Eulogi Despujol i Dusay, fill de la ciutat comtal, provoqués en aquest una certa prevenció d'acusació de personalisme. L'1 de juliol de 1881, fou creada la vila de Barceloneta i Bonós Llensa en va ser el primer alcalde.
Bonós es va casar amb Joaquina Gago i Jiménez i tingueren cinc fills: Bonós, Francesc, Joaquina, Clementina i Josefa. Va morir a Barceloneta el 7 de febrer de 1891 i va ser enterrat al cementiri de la vila.